# Francisco Guerrero

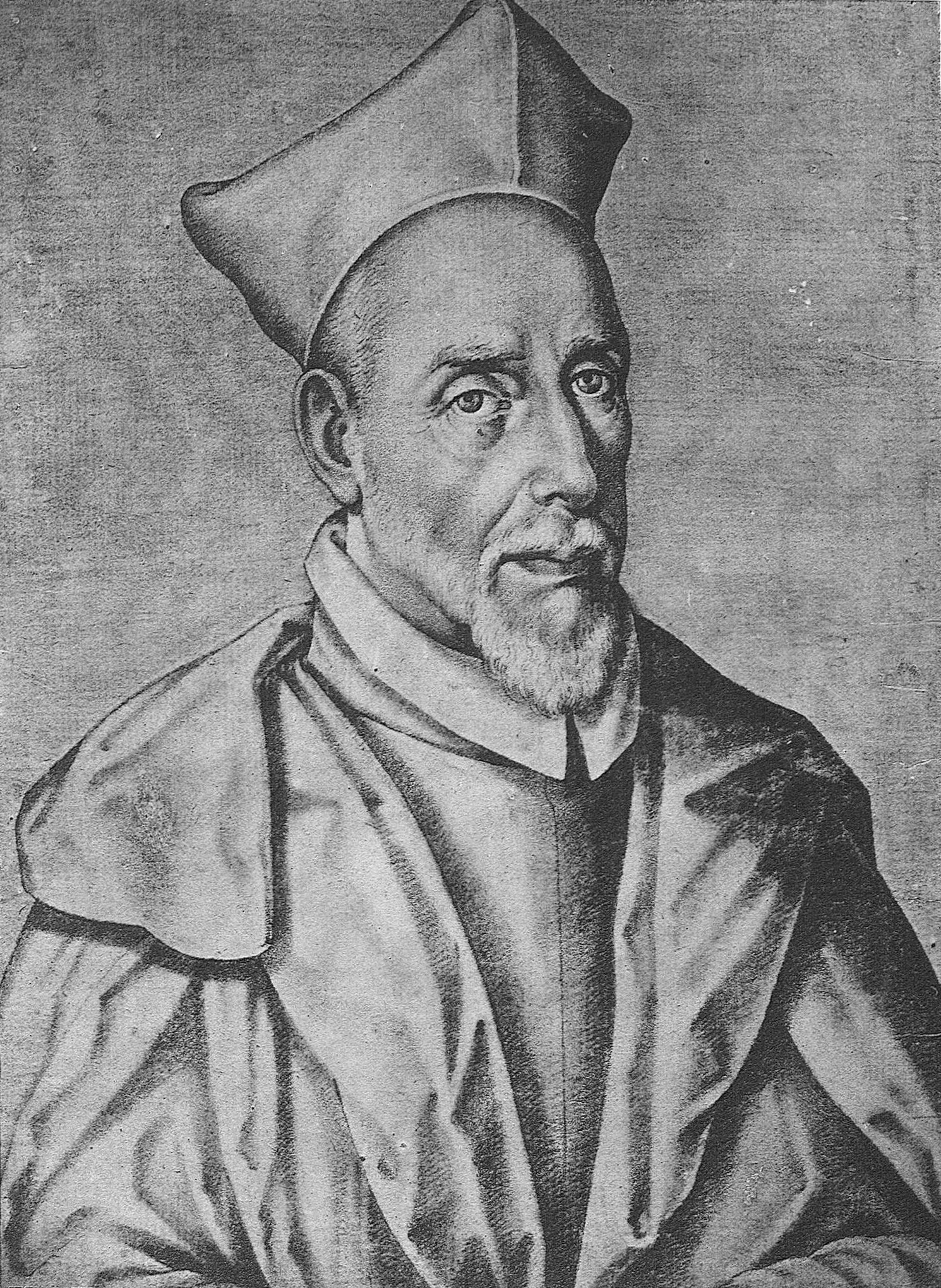
Francisco Guerrero

Francisco Guerrero, född 1528, död 8 november 1599, var en spansk kyrkomusiker.
Guerrero var en av Cristóbal de Morales elever och blev 1554 dennes efterträdare som kapellmästare vid katedralen i Malaga, 1555 blev han kapellmästare vid katedralen i Sevilla. Guerrero utgav ett stort antal motetter, psalmer, mässor, hymner, passioner med mera. 